# Nandihalli
Nandihalli là một ngôi làng nằm ở huyện Belgaum, thuộc bang Karnataka, Ấn Độ.